# 伦纳德·伯恩斯坦
李奧納德·伯恩斯坦（英語：Leonard Bernstein，1918年8月25日—1990年10月14日），猶太裔美國作曲家、指挥家、作家、音樂教育家、鋼琴家。
伯恩斯坦所指挥的曲目范围甚大，从巴洛克到现代各家均有涉猎，尤其是浪漫派作品。其中又以與他同是猶太人指揮兼作曲家的马勒的作品为最。

## 生平

### 早年
伯恩斯坦生於美國麻省劳伦斯，生名「路易斯」（Louis Bernstein），後於16歲時更為現名李奧納德·伯恩斯坦。
1935年，入读哈佛大学，师从瓦尔特·辟斯顿、E·B·希尔学习作曲，并于1939年毕业。他的畢業論文題為《美國音樂對種族元素的吸收》（The Absorption of Race Elements into American Music），此外他在大學時期還修習了哲學、英語文學、比較文學等科目。之后，他进入费城柯蒂斯音乐学院学习指挥。他由弗里兹·莱纳處吸收了精準、嚴苛的技術訓練，同時間他也與謝爾蓋·庫塞維茲基學習。

### 職業生涯
1941年，担任波士顿交响乐团助理指挥。1943年11月14日午後，临时代替生病的布鲁诺·瓦尔特登場指揮紐約愛樂樂團。當天的曲目依序是舒曼《曼弗雷德》序曲、米克罗斯变奏曲、施特劳斯《唐吉诃德》、瓦格纳《纽伦堡的名歌手》序曲，演出大获成功。隔天，《紐時》在頭版刊登了這次演出，自此他便在乐坛上崭露头角。当时他就已经有不少作品面世，包括《第一号交响曲》“耶利米”、芭蕾舞剧《自由想像》、音乐剧《锦城春色》等等。
1958年升任为纽约爱乐乐团音乐总监，成为土生土长美国人中，第一位获得指挥国际级乐团殊荣的指挥家。他在任的12年间，开创了该团的黄金时代，后来成为终身荣誉指挥，从此一举确立了第一流指挥家的名声。这12年间（1958年－1969年）号称纽约爱乐的黄金岁月，伯恩斯坦除了大力推廣馬勒音樂之外，更是美國作曲家的積極擁護者和推廣者，由他委託創作的作品超過百部。期间，他还和乐团拍摄了53集电视节目《年轻人的音乐会》（Young People's Concerts），由CBS製播，對古典音乐在美國年轻族群中的推廣，有極大的作用。1959年，帶領樂團前往蘇聯，在德米特里·肖斯塔科维奇面前指揮了他的第5號交響曲，可說是伯恩斯坦前期的傳奇事件。

### 晚年
1969年，伯恩斯坦自紐約愛樂退休后，後半生转往欧洲发展，原本是希望多花点时间作曲，不过显然事与愿违，多數時間都在從事教育後進，以及擔任歐洲知名樂團的客席巡迴演出指揮工作。他在欧洲最重要的功绩，是与维也纳爱乐保持长久而良好的关系，在DG留下許多經典錄音，因此维也纳爱乐授予伯恩斯坦荣誉会员。
1989年12月23日和12月25日是他永远被值得纪念的两天，伯恩斯坦在钢琴家尤斯图斯·弗朗茨的邀请下到柏林指挥贝多芬第9号交响曲，地点分别是柏林爱乐厅和柏林音乐厅，由Unitel摄影。当时正值柏林墙倒下，伯恩斯坦将交响曲中席勒的歌词「颂欢乐」（Freude）改为「颂自由」（Freiheit）。伯恩斯坦对此说道：“我肯定，贝多芬会同意咱们这么做的”。超过20个国家，一亿人通过电视转播收看了这场音乐会。

## 評價
伯恩斯坦是一位博學家，成就跨越了多個領域（音樂廳、劇院、作曲、教育推廣、廣播電視），他為整個世紀的藝術家立下典範，打破窠臼，以《西城故事》調合雅俗，以《年輕人的音樂會》易地思考，更在柏林圍牆前身體力行、倡議和平。他是入世的藝術家，在他的努力之下，藝術音樂得以受到更多的年輕觀眾青睞，並產生了深層的意義。
伯恩斯坦與馬勒
伯恩斯坦讓同為猶太裔的指揮兼作曲家古斯塔夫·馬勒的音樂在20世紀後半葉忽然成為主流，為所有音樂廳所接受，並成為古典音樂界普羅大眾熟知的作曲家。在他之前，並非沒有指揮家演奏馬勒的交響樂作品，如舍尔兴、莱因斯多夫、克伦佩勒、華爾特、富特文格勒等人，他們都在馬勒生前曾與他有或多或少的親身接觸，並在他死後也曾在音樂會或唱片錄音上演绎过他的音樂。但在伯恩斯坦大力推廣之前，馬勒始終不能算古典音樂圈內第一線的主流作曲家，莫札特、貝多芬、柴可夫斯基等人才是。馬勒的交響曲最多也只有他的第1號交響曲，或是第5號交響曲因被電影《魂斷威尼斯》配樂使用，才較有機會被演出。
伯恩斯坦運用他的媒體魅力，以及他對馬勒的強烈熱愛，在任何可用得上馬勒作品的場合裡，大力推廣馬勒的音樂：例如在參議員羅伯特·甘迺迪的追悼彌撒上，他指揮紐約愛樂演出馬勒第5號交響曲中的慢板，以肅穆的手法讓所有听众產生深刻的共鳴，讓這首作品的旋律深印腦海、永生難忘。而在约翰·肯尼迪表演艺术中心開幕式上，他則指揮演奏馬勒第8號交響曲《千人》的第一樂章，並請來多位美國當時頂尖的歌劇演唱家擔綱，用光輝燦爛的手法，詮釋宛如天國開門般歡欣鼓舞的場面，讓所有現場與電視機前的觀眾都体会到馬勒巨力萬鈞的氣勢以及金碧輝煌的莊嚴感。在所有馬勒交響曲中，《千人》巨大而誇飾的性格，可以說是與伯恩斯坦最能貼近的。從此，馬勒變得不再是音樂會上的票房毒藥，相反的成为許多樂團藉以提高票房的保證，唱片公司也開始一而再地灌錄馬勒交響曲全集。如今馬勒的作品業已成為資深唱片收藏者家中必藏之基本曲目，有相當程度應歸功於伯恩斯坦。

## 作品節選

### 商業錄音
早在1950年代开始，伯恩斯坦就于哥伦比亚唱片录音室内参与唱片的录音制作，并以美国为其活动之中心。1970年代之后，伯恩斯坦主要在欧洲与德意志留声机（DG）合作；而这个时期的音乐录制，绝大部分来源自演奏现场的录音或实况录影。
- 伯恩斯坦纪念集（DG 431 946）
- 伯恩斯坦：音乐剧《西区故事》（DG 415 253）
- 贝多芬：D小调第9号交响曲（DG 410 859）
- 柏辽兹：《幻想交响曲》（Sony SMK 47525）
- 格什温：《蓝色狂想曲》（Sony SMK 47529）
- 李斯特：《浮士德交响曲（德语：Faust-Sinfonie）》（Sony SMK 47570）
- . Sony Classical. 88697-45369-2.
- 马勒：声乐组曲《大地之歌》（Decca 417 783）

### 作曲
1935年，伯恩斯坦完成了第一部个人作品，为钢琴与女高音所作的《诗篇第148篇》（Psalm 148）。作为作曲家，伯恩斯坦留下了三部交响曲（第1号交响曲《耶利米》、第2号交响曲《焦虑年代》、第3号交响曲《犹太诗文》），以及音乐剧《西区故事》、《锦城春色》、轻歌剧《天真汉》等作品。

### 書籍
- 《未解的問題：伯恩斯坦哈佛六講》[8]

## 軼事
- 2018年8月25日，Google以首頁塗鴉動畫紀念伯恩斯坦百歲誕辰[9]。

## 參看
- 古典音乐作曲家列表